# MDMA/citalopram
MDMA/citalopram é uma associação medicamentosa composta pela droga empatógena e agente de liberação de monoaminas 3,4-metilenodioximetanfetamina (MDMA; popularmente conhecida como "ecstasy") e do inibidor seletivo de recaptação de serotonina (ISRS) citalopram. Esta associação está em desenvolvimento para o tratamento de transtorno de estresse pós-traumático (TEPT).
O citalopram é administrado após o MDMA, com o objetivo de reduzir os conhecidos efeitos negativos subsequentes ao uso da MDMA, como o humor deprimido temporária. A combinação está em desenvolvimento pela empresa Tactogen [en], e os ensaios clínicos de Fase II estão previstos para 2025.
A administração prévia ou a coadministração simultânea de ISRSs com MDMA reduz significativamente a maioria dos efeitos psicoativos e fisiológicos da MDMA em humanos.  Isso ocorre porque os ISRSs bloqueiam a liberação de serotonina induzida pelo MDMA, que é o principal mecanismo de ação responsável por seus efeitos. Além de bloquear a liberação de serotonina e os efeitos do MDMA, os ISRS bloqueiam completamente a neurotoxicidade serotoninérgica da MDMA em animais. A administração de ISRSs em até 4 horas após o uso de MDMA consegue prevenir a neurotoxicidade em animais. Por outro lado, a administração de ISRSs após 6 horas é parcialmente protetora e, após 12 horas, não exerce efeito neuroprotetor. Os efeitos da MDMA tem duração de 3 a 6 horas, concentrando seus efeitos nas primeiras 4 horas. A administração de citalopram algumas horas após o MDMA pode prevenir ou reduzir a neurotoxicidade serotoninérgica e os efeitos negativos que surgem após o uso da droga, permitindo que a maior parte dos efeitos desejados do MDMA sejam mantidos.
A combinação está em desenvolvimento pela farmacêutica Tactogen [en]. Após a solicitação da Lykos Therapeutics [en] para o uso de MDMA em tratamento de TEPT ter sido reprovada Food and Drug Administration (FDA), a Tactogen disse que está reavaliando suas prioridades e considera dar preferência ao avanço de novos compostos em detrimento da associação MDMA/citalopram. Os ensaios clínicos de Fase 2 [en] do MDMA/citalopram estão previstos para começar em 2025.